# SPA Kavo Gkreko
Das europäische Vogelschutzgebiet SPA Kap Gkreko (griechisch: SPA Κάβο Γκρέκο) im Osten der Insel Zypern auf dem Gebiet der Gemeinden Agia Napa und Paralimni. Das 19,1 km² große Gebiet umfasst das Kap Greco samt umgebender Meeresfläche und einem Teil des Hinterlands. Es ist fast deckungsgleich mit dem FFH-Gebiet Kavo Gkreko.
Kavo Gkreko ist das östlichste der europäischen Vogelschutzgebiete und hat durch seine Lage in der östlichen Hauptmigrationsroute zwischen Europa, Asien und Afrika eine besondere Bedeutung für Zugvögel. Es wurde im Jahr 2007 als Vogelschutzgebiet ausgewiesen und in den Jahren 2015 und 2021 erweitert. Im Zuge der Erweiterungen wurde es umbenannt und administrativ vom FFH-Gebiet getrennt.

## Schutzzweck
Folgende Vogelarten sind für das Gebiet gemeldet; Arten, die im Anhang I der Vogelschutzrichtlinie geführt sind, sind mit * gekennzeichnet:
| EU Code | * | Art                   | wissenschaftlicher Name  |
| ------- | - | --------------------- | ------------------------ |
| A247    |   | Feldlerche            | Alauda arvensis          |
| A229    | * | Eisvogel              | Alcedo atthis            |
| A255    | * | Brachpieper           | Anthus campestris        |
| A258    |   | Rotkehlpieper         | Anthus cervinus          |
| A257    |   | Wiesenpieper          | Anthus pratensis         |
| A256    |   | Baumpieper            | Anthus trivialis         |
| A226    |   | Mauersegler           | Apus apus                |
| A228    |   | Alpensegler           | Apus melba               |
| A029    | * | Purpurreiher          | Ardea purpurea           |
| A024    | * | Rallenreiher          | Ardeola ralloides        |
| A133    | * | Triel                 | Burhinus oedicnemus      |
| A431    |   | Stummellerche         | Calandrella rufescens    |
| A365    |   | Erlenzeisig           | Carduelis spinus         |
| A268    |   | Heckensänger          | Cercotrichas galactotes  |
| A138    | * | Seeregenpfeifer       | Charadrius alexandrinus  |
| A516    |   | Wüstenregenpfeifer    | Charadrius leschenaultii |
| A081    | * | Rohrweihe             | Circus aeruginosus       |
| A082    | * | Kornweihe             | Circus cyaneus           |
| A083    | * | Steppenweihe          | Circus macrourus         |
| A211    |   | Häherkuckuck          | Clamator glandarius      |
| A231    | * | Blauracke             | Coracias garrulus        |
| A113    |   | Wachtel               | Coturnix coturnix        |
| A212    |   | Kuckuck               | Cuculus canorus          |
| A253    |   | Mehlschwalbe          | Delichon urbica          |
| A026    | * | Seidenreiher          | Egretta garzetta         |
| A447    | * | Grauortolan           | Emberiza caesia          |
| A376    |   | Goldammer             | Emberiza citrinella      |
| A379    | * | Ortolan               | Emberiza hortulana       |
| A382    |   | Kappenammer           | Emberiza melanocephala   |
| A103    | * | Wanderfalke           | Falco peregrinus         |
| A097    | * | Rotfußfalke           | Falco vespertinus        |
| A603    |   | Halsbandfrankolin     | Francolinus francolinus  |
| A189    | * | Lachseeschwalbe       | Gelochelidon nilotica    |
| A252    |   | Rötelschwalbe         | Hirundo daurica          |
| A251    |   | Rauchschwalbe         | Hirundo rustica          |
| A338    | * | Neuntöter             | Lanius collurio          |
| A339    | * | Schwarzstirnwürger    | Lanius minor             |
| A341    |   | Rotkopfwürger         | Lanius senator           |
| A181    | * | Korallenmöwe          | Larus audouinii          |
| A183    |   | Heringsmöwe           | Larus fuscus             |
| A180    | * | Dünnschnabelmöwe      | Larus genei              |
| A177    | * | Zwergmöwe             | Larus minutus            |
| A179    |   | Lachmöwe              | Larus ridibundus         |
| A271    |   | Nachtigall            | Luscinia megarhynchos    |
| A230    |   | Bienenfresser         | Merops apiaster          |
| A073    | * | Schwarzmilan          | Milvus migrans           |
| A280    |   | Steinrötel            | Monticola saxatilis      |
| A281    |   | Blaumerle             | Monticola solitarius     |
| A319    |   | Grauschnäpper         | Muscicapa striata        |
| A467    | * | Zypernsteinschmätzer  | Oenanthe cypriaca        |
| A278    |   | Maurensteinschmätzer  | Oenanthe hispanica       |
| A435    |   | Isabellsteinschmätzer | Oenanthe isabellina      |
| A277    |   | Steinschmätzer        | Oenanthe oenanthe        |
| A094    | * | Fischadler            | Pandion haliaetus        |
| A355    |   | Weidensperling        | Passer hispaniolensis    |
| A273    |   | Gartenrotschwanz      | Phoenicurus ochruros     |
| A274    |   | Hausrotschwanz        | Phoenicurus phoenicurus  |
| A313    |   | Berglaubsänger        | Phylloscopus bonelli     |
| A314    |   | Waldlaubsänger        | Phylloscopus sibilatrix  |
| A249    |   | Uferschwalbe          | Riparia riparia          |
| A275    |   | Braunkehlchen         | Saxicola rubetra         |
| A276    |   | Schwarzkehlchen       | Saxicola torquata        |
| A351    |   | Star                  | Sturnus vulgaris         |
| A311    |   | Mönchsgrasmücke       | Sylvia atricapilla       |
| A310    |   | Gartengrasmücke       | Sylvia borin             |
| A309    |   | Dorngrasmücke         | Sylvia communis          |
| A308    |   | Klappergrasmücke      | Sylvia curruca           |
| A306    |   | Orpheusgrasmücke      | Sylvia hortensis         |
| A305    |   | Samtkopf-Grasmücke    | Sylvia melanocephala     |
| A468    | * | Schuppengrasmücke     | Sylvia melanothorax      |
| A307    | * | Sperbergrasmücke      | Sylvia nisoria           |
| A440    | * | Maskengrasmücke       | Sylvia rueppelli         |
| A286    |   | Rotdrossel            | Turdus iliacus           |
| A283    |   | Amsel                 | Turdus merula            |
| A285    |   | Singdrossel           | Turdus philomelos        |
| A284    |   | Wacholderdrossel      | Turdus pilaris           |
| A287    |   | Misteldrossel         | Turdus viscivorus        |
| A213    |   | Schleiereule          | Tyto alba                |
| A232    |   | Wiedehopf             | Upupa epops              |
| A142    |   | Kiebitz               | Vanellus vanellus        |